# Landesmusikrat Hessen
Der Landesmusikrat Hessen (LMR Hessen) ist der für das Land Hessen zuständige Landesmusikrat. Er vertritt die musikalischen Belange seiner Mitglieder auf Landesebene, koordiniert deren Interessen und führt die musikalischen Wettbewerbe auf Landesebene durch, darunter auch Jugend musiziert und Jugend jazzt. Insgesamt verfolgt der LMR Hessen die Ziele, die musikalische Entwicklung in Hessen voranzutreiben und sich für förderliche Rahmenbedingungen einzusetzen.

## Organisation
Der Landesmusikrat Hessen hat rund 55 Mitglieder, die Landesverbände, Organisationen und Institutionen auf Landesebene sind. Diese spiegeln das musikalische Leben in Hessen sowohl im professionellen wie auch im Amateurbereich wider, von der Arbeitsgemeinschaft der Musikakademien und Konservatorien bis hin zu den Zupfmusikern, die im Landesverband Hessen organisiert sind.
Der Landesmusikrat Hessen hält Kontakt zu den Landesmusikräten der anderen Bundesländer. Zweimal jährlich findet die Konferenz der Landesmusikräte statt. Ebenso wichtig ist die Verbindung zum Deutschen Musikrat, der die Wettbewerbe auf Bundesebene durchführt. Zielvorgabe des Landesmusikrates Hessens ist es, möglichst vielen Menschen die aktive Teilhabe am Musikleben zu ermöglichen und der Ansprechpartner für musikalische Themen in Hessen zu sein.
Der Landesmusikrat Hessen e. V. ist Hauptgesellschafter der Hessischen Akademie für musisch-kulturelle Bildung gemeinnützige GmbH – Landesmusikakademie Hessen – mit Sitz im Schloss Hallenburg in Schlitz, dem zentralen „Haus der Musik in Hessen“. Er wird derzeit vertreten durch seine Präsidentin Dorothee Graefe-Hessler, die zwei Vizepräsidenten Claus-Peter Blaschke und Stefan Küchler sowie sechs Beisitzer, die die verschiedenen musikalischen Bereiche repräsentieren.